# Sommer-Paralympics 2004/Leichtathletik/100 m
Die Ergebnisliste der 100-Meter-Läufe bei den Sommer-Paralympics 2004 in Athen

## Männer

### T11
| Platz | Land | Athlet          |
| ----- | ---- | --------------- |
| 1     | ANG  | Jose Armando    |
| 2     | FRA  | Gautier Makunda |
| 3     | ESP  | Luis Bullido    |

### T12
| Platz | Land | Athlet              |
| ----- | ---- | ------------------- |
| 1     | NGR  | Adekundo A. Adesoji |
| 2     | VEN  | Ricardo Santana     |
| 3     | GER  | Matthias Schröder   |

### T13
| Platz | Land | Athlet            |
| ----- | ---- | ----------------- |
| 1     | USA  | Royal Mitchell    |
| 2     | BRA  | Andre Andrade     |
| 3     | Cub  | Irving Bustamante |

### T35
| Platz | Land | Athlet             |
| ----- | ---- | ------------------ |
| 1     | RSA  | Teboho Mokgalagadi |
| 2     | ISL  | Jón Halldórsson    |
| 3     | CHN  | Wei Chun Li        |

### T36
| Platz | Land | Athlet          |
| ----- | ---- | --------------- |
| 1     | UKR  | Andriy Zhyltsov |
| 2     | HKG  | Wa Wai So       |
| 3     | CHN  | Mian Che        |

### T37
| Platz | Land | Athlet        |
| ----- | ---- | ------------- |
| 1     | CHN  | Chen Yang     |
| 2     | POL  | Lukasz Labuch |
| 3     | AUS  | Darren Thrupp |

### T38
| Platz | Land | Athlet               |
| ----- | ---- | -------------------- |
| 1     | AUS  | Tim Sullivan         |
| 2     | CHN  | Wenjun Zhou          |
| 3     | TUN  | Mohamed Farhat Chida |

### T42
| Platz | Land | Athlet          |
| ----- | ---- | --------------- |
| 1     | GER  | Wojtek Czyz     |
| 2     | FRA  | Clavel Kayitare |
| 3     | GER  | Heinrich Popow  |

### T44
| Platz | Land | Athlet          |
| ----- | ---- | --------------- |
| 1     | USA  | Marlon Shirley  |
| 2     | USA  | Brian Frasure   |
| 3     | RSA  | Oscar Pistorius |

### T46
| Platz | Land | Athlet         |
| ----- | ---- | -------------- |
| 1     | ZIM  | Elliot Mujaji  |
| 2     | AUS  | Heath Francis  |
| 3     | FRA  | Sebastien Barc |

### T52
| Platz | Land | Athlet             |
| ----- | ---- | ------------------ |
| 1     | MEX  | Salvador Hernandez |
| 2     | SUI  | Beat Bösch         |
| 3     | CAN  | Andre Beaudoin     |

### T53
| Platz | Land | Athlet         |
| ----- | ---- | -------------- |
| 1     | KOR  | Suk Man Hong   |
| 2     | KUW  | Hamad Aladwani |
| 3     | USA  | Joshua George  |

### T54
| Platz | Land | Athlet            |
| ----- | ---- | ----------------- |
| 1     | FIN  | Leo Pekka Tahti   |
| 2     | GBR  | Dave Weir         |
| 3     | NED  | Kenny van Weeghel |

## Frauen

### T11
| Platz | Land | Athlet           |
| ----- | ---- | ---------------- |
| 1     | BRA  | Adria Santos     |
| 2     | CHN  | Chun Miao Wu     |
| 3     | GRE  | Paraskevi Kantza |

### T12
| Platz | Land | Athlet          |
| ----- | ---- | --------------- |
| 1     | FRA  | Angie Ballard   |
| 2     | BEL  | Volha Zinkevich |
| 3     | BRA  | Maria J. Alves  |

### T13
| Platz | Land | Athlet           |
| ----- | ---- | ---------------- |
| 1     | RUS  | Olga Semenova    |
| 2     | GRE  | Anthi Karagianni |
| 3     | Cub  | Ana I. Jimenez   |

### T34
| Platz | Land | Athlet            |
| ----- | ---- | ----------------- |
| 1     | CAN  | Chelsea Clark     |
| 2     | CAN  | Chelsea Lariviere |
| 3     | GBR  | Debbie Brennan    |

### T36
| Platz | Land | Athlet       |
| ----- | ---- | ------------ |
| 1     | CHN  | Fang Wang    |
| 2     | GBR  | Hazel Robson |
| 3     | JPN  | Yūki Katō    |

### T37
| Platz | Land | Athlet            |
| ----- | ---- | ----------------- |
| 1     | UKR  | Oksana Krechunyak |
| 2     | GER  | Isabelle Foerder  |
| 3     | AUS  | Lisa McIntosh     |

### T46
| Platz | Land | Athlet           |
| ----- | ---- | ---------------- |
| 1     | AUS  | Amy Winters      |
| 2     | POL  | Anna Szymul      |
| 3     | RUS  | Elena Chistilina |

### T53
| Platz | Land | Athlet               |
| ----- | ---- | -------------------- |
| 1     | GBR  | Tanni Grey-Thompson  |
| 2     | ITA  | Francesca Porcellato |
| 3     | AUS  | Angie Ballard        |

### T54
| Platz | Land | Athlet             |
| ----- | ---- | ------------------ |
| 1     | CAN  | Chantal Petitclerc |
| 2     | USA  | Tatyana McFadden   |
| 3     | SUI  | Manuela Schaer     |